# Семёнов, Дмитрий Иванович (1911—1945)
Дми́трий Ива́нович Семёнов (июнь 1911, Красная Сосна, Симбирская губерния — 25 января 1945, Бедруско, Великопольское воеводство) — гвардии старший сержант Рабоче-крестьянской Красной Армии, участник Великой Отечественной войны, Герой Советского Союза (1945).

## Биография
Дмитрий Семёнов родился в июне 1911 года в селе Красная Сосна (ныне — Базарносызганский район Ульяновской области). После окончания начальной школы работал в леспромхозе. В 1933—1936 годах проходил службу в Рабоче-крестьянской Красной Армии. В 1940 году Семёнов повторно был призван в армию, участвовал в боях советско-финской войны, после её окончания был демобилизован. В 1941 году он в третий раз был призван в армию. С июля того же года — на фронтах Великой Отечественной войны.
К январю 1945 года гвардии старший сержант Дмитрий Семёнов командовал пулемётным расчётом 266-го гвардейского стрелкового полка (88-й гвардейской стрелковой дивизии, 28-го гвардейского стрелкового корпуса, 8-й гвардейской армии, 1-го Белорусского фронта). Отличился во время освобождения Польши. 25 января 1945 года расчёт Семёнова одним из первых переправился через Варту в районе населённого пункта Вайсенбург (ныне — Бедруско) и принял активное участие в боях за захват и удержание плацдарма на её берегу. В критический момент боя Семёнов, ведя пулемётный огонь, отбросил противника. Несмотря на полученное ранение, он продолжал сражаться, пока не погиб. Похоронен в Бедруско.

## Награды
Указом Президиума Верховного Совета СССР от 24 марта 1945 года гвардии старший сержант Дмитрий Семёнов посмертно был удостоен высокого звания Героя Советского Союза. Также был награждён орденами Ленина и Славы 3-й степени, медалью.

## Память
В честь Семёнова установлен обелиск в его родном селе.